# وادي شبيلى
وادي شبيلي(بالصومالية: Dooxada Shabeelle)‏، هو وادي يقع في القرن الأفريقي. ويتبع خط نهر شبيلى. شمالاً من بحر الصومال عبر الصومال إلى إثيوبيا. إلى جانب وادي جوبا وبحيرتي تشامو وأبايا القريبتين، يعتبر الوادي منطقة مستوطنة للطيور من قبل منظمة بيردلايف إنترناشيونال.